# SHUFFLE! Love Rainbow
『SHUFFLE! Love Rainbow』（シャッフル!ラブレインボウ）は、Navelから2011年4月28日に発売された18禁恋愛アドベンチャーゲームである。

## 概要
Navelブランドを確立させた『SHUFFLE!』シリーズの最新作。2009年10月30日に発売された『SHUFFLE! Essence+』のファンディスクである。2011年2月10日発売の『コンプティーク』（角川書店）2011年3月号で初めて情報が解禁され、同時にHPが開設された。
本作品で初めて神界がゲームに登場。また『SHUFFLE! Essence+』で初登場した瑠璃＝マツリが初めて攻略対象となった。ブランド側からも、シアとキキョウ、瑠璃が中心と謳っている。シアとキキョウ、プリムラは『SHUFFLE! Essence+』後のアフターとなっているが、楓だけは『Really? Really!』後のアフターとなっている。
神界にスポットを当てるというコンセプトは、『SHUFFLE! Essence+』のソフマップ予約特典ディスクで予告されていたスピンオフ作品『Princess Princess』で語られているが、神界へ行く時期（本作品では2年の9月、『Princess Princess』では3年の夏休み）や設定（本作品では楓たちも参加、『Princess Princess』では稟のみ）などが異なっている。しかし、特典ディスクに描き下ろされていたCGは本作で使用されている。
本作品では鈴平ひろが参加しておらず、新規CG・立ち絵は西又葵のみが描いている。また、攻略可能キャラクター以外の新規CG・立ち絵は無い。

## ストーリー
シア&キキョウ アフター「双子姉妹のハネムーン」
シアとキキョウが分離してから1週間後、9月の終わり。同居する楓やプリムラ、それにネリネのことを考えると、稟たちは恋人らしいことができなかった。そんな状況をじれったく思った神王は、神界への旅行を提案。神界の海があるところは時間の流れが異なっており、人間界の2日間が4日間に相当する。結局稟、シア、キキョウ、ネリネ、楓、プリムラ、亜沙、カレハ、麻弓、樹の10人が参加することに。しかし周囲の気遣いで、稟はシア、キキョウと同室になり、それぞれとデートを楽しむ。
楓 アフター「夏の花火、続いていく約束」
稟が楓と恋人になり、楓の壊れた記憶を修復し、そして季節は廻ってまた夏。二人は同居しているにもかかわらず初々しいままであり、一緒に寝るのも1か月に1度くらいだった。しかし夏休みが始まる夜、稟は毎日一緒に寝ようと提案する。一歩進んだ彼らは夏休みのある日、光陽町の祭りに出かけた。
プリムラ アフター「あなたのために出来ること」
プリムラと恋人同士になった秋。しかし楓と同居している稟はなかなか積極的な行動がとれず、プリムラはさびしい思いをしていた。そんなプリムラが亜沙とカレハに相談していると、会話を聞きつけた樹が魔法少女のコスプレを提案した。
瑠璃＝マツリ ルート「秘めやかな片思い」
物語は6月17日から始まる。稟が学食で偶然話しかけられた女性は、生徒会長の瑠璃だった。その後、稟の目の前に、神王家護衛と称するマツリという男性が現れた。ところが生徒会長とそっくりだったことに疑問を抱いた稟は、生徒会が使用している生徒指導室へ向かうことに。そこにいたのは、男子の制服を脱いで女子の制服に着替えようとしている瑠璃であった。そしていつしか稟は、瑠璃に魅かれていく。
プリムラとの出会いが他と異なっており、楓と出かけている最中にゲームセンターでプリムラと出会っている。またプリムラの正体についてはネリネのみが説明している。プリムラが感情を取り戻すシーンも他のルートと異なっている。

## 登場キャラクター
攻略可能なキャラはリシアンサス、キキョウ、瑠璃＝マツリ、芙蓉楓、プリムラ。サブキャラクターとしてネリネ、時雨亜沙、カレハ、麻弓＝タイム、デイジー、緑葉樹、紅薔薇撫子が登場。
八重桜、神王、魔王は回想シーンで立ち絵のみ。他のキャラクターは登場していない。

## ゲームシステム
最初から選択できるのはシア&キキョウアフター、楓アフター、プリムラアフターの3編。すべて完了すると瑠璃ルートが開放される。
なおゲーム中に選択肢はなく、一本道でエンディングまで進む。

## スタッフ
- 企画・シナリオ・スクリプト - 森林彬
- キャラクターデザイン・原画 – 西又葵、鈴平ひろ
- 音楽 - アッチョリケ
- 背景美術・CG監修 - 斉藤陽子
- CG - 斉藤陽子、飴、たけぽん、真希、ゆう、依織、まぐぅ
- 背景 - コタロー、灯色
- システムグラフィック - まぐぅ
- プログラム・制作進行：Ellefin
- オープニングムービー：feat.works

## 主題歌
- 挿入歌
  - 「Summer Again」
    - 作詞 - 西又葵 / 作曲 - アッチョリケ / 編曲 - 宮崎京一 / 歌 -  YURIA
    - 瑠璃ルートが始まる時点で流される。元々は『SHUFFLE! Essence+』のエンディングテーマである。
- エンディングテーマ
  - 「Primary」
    - 作詞 - 森林彬 / 作曲 - アッチョリケ / 編曲 - 田辺トシノ / 歌 - 橋本みゆき